# Carassius auratus auratus
La carpa dorada (Carassius auratus auratus) es un pez de la familia de los ciprínidos, la carpa dorada es el pez más popular y vendido en el mundo entero; se le encuentra en la gran mayoría de las tiendas de acuarios, donde es posible conseguir algunas de las 125 variedades reconocidas actualmente. Las carpas doradas empezaron a domesticarse hace más de mil años en el Imperio Chino, donde se criaban en estanques.
La carpa dorada desciende del carpín (Carassius carassius) que habita el este de Asia, pez alargado y color marrón, larguirucho de apariencia similar a la carpa dorada común. Fue a través de numerosas mutaciones y a la crianza selectiva que se originaron las variedades de Carpa dorada que conocemos hoy en día. Los primeros en criar y reproducir estos hermosos peces fueron los chinos hace más de mil años. En ese entonces las carpas doradas estaban destinados a miembros de la realeza, quienes los conservaban en grandes recipientes de cerámica y más adelante en peceras de vidrio. Años después se introdujeron en los estanques que rodeaban los jardines reales, lo que facilitó su reproducción. 
Fue en el siglo XII en Japón y las regiones orientales de Asia cuando se desarrolló una cría más selectiva, dando origen a las variedades que vemos hoy en día: carpas doradas de diferentes colores, ojos, aletas, y forma del cuerpo. Para entonces, la popularidad de la carpa dorada cruza las fronteras. Los japoneses se enamoran de inmediato de estos peces domésticos, surgiendo la crianza de la carpa dorada en Koriyana. Este lugar ha estado operando por más de 500 años y sus peces gozan de gran popularidad alrededor del mundo. Fueron precisamente los japoneses quienes desarrollaron otras variedades que incluyen al Shubunkin, Ryukin, Demekin, Tosakin, Jikin, Wakin y Hamanishiki. 
En el siglo XVIII se fortalecen los lazos comerciales entre Inglaterra, Portugal, Países Bajos y Francia. La carpa dorada se convierte en un "artículo de moda" y en obsequio ideal. A finales del siglo XIX la carpa dorada llega a los Estados Unidos donde cobra gran popularidad. Será en este país donde se desarrolle la única carpa dorada 100% estadounidense: el cometa. Hoy en día los criadores de diversos países buscan crear nuevas variedades, las cuales tardarán algún tiempo en ser reconocidas por las numerosas Sociedades de Carpa dorada alrededor del mundo, siendo estas responsables de dictar los parámetros con que se calificará la calidad de dichos peces.

## Características generales
La carpa dorada es pequeña, alcanzando como máximo los 60 cm de largo y los 3 kg de peso, aunque los animales de acuario rara vez llegan a la mitad de este tamaño. Su cuerpo es corto y macizo, con la cabeza de forma triangular y desprovista de escamas; a diferencia de otras carpas, carece de barbillas en el maxilar superior. La aleta dorsal es cerrada, con espinas óseas visibles; las pélvicas son cortas y anchas, y la caudal de gran tamaño al cabo de un pedúnculo ancho y corto. Muestra eflorescencias nupciales distintivas en las aletas pectorales, el opérculo y la espalda.
En las variedades silvestres, la coloración varía desde el pardo oliváceo al blanco amarillento; las de acuario se seleccionan por su xantocromía, mostrando pigmentaciones que van del amarillo dorado intenso al rojo y el púrpura.
Habita en aguas templadas y frías (de 10 a 21 °C), de poca o nula acidez (con pH de 7.0 a 7.5). Es omnívoro y de comportamiento pacífico, soliendo vivir en grupo con los de su especie, aunque puede coexistir con otros peces.
Según la variedad, puede vivir hasta 10 años. Para su cría en cautividad en condiciones óptimas, cada pez adulto requiere de un volumen de unos 37 litros.

### Tipos de ojos
- Normal: Iguales a los de su antecesor la carpa.
- Telescopio: Son grandes protuberancias. La pupila se encuentra protegida por una cubierta transparente.
- Celestial: Los ojos se proyectan hacia afuera, con las pupilas viendo hacia arriba.Variedad Ojos Celestiales

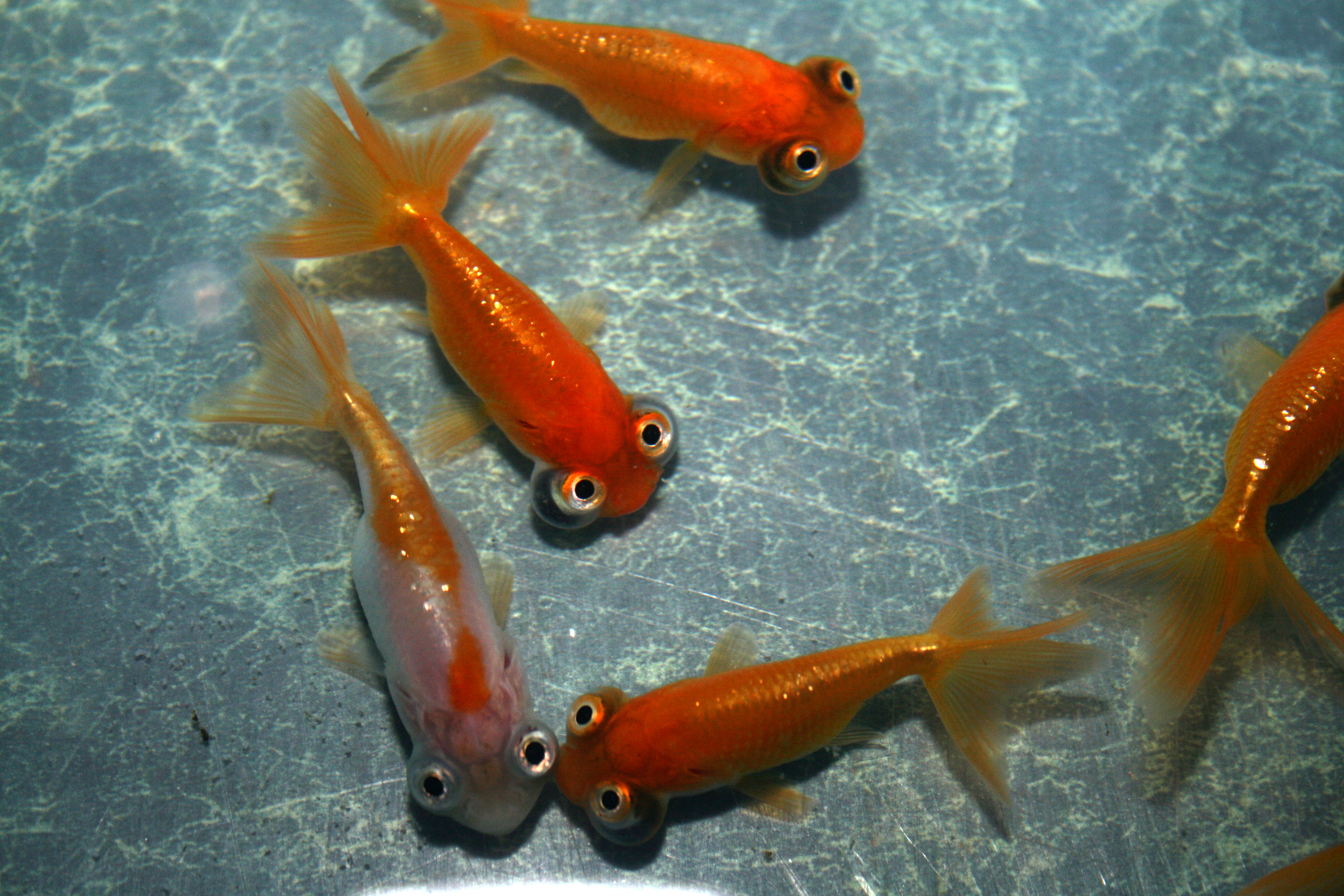
Variedad Ojos Celestiales

- Ojos de Burbuja: Tienen un saco de líquido debajo de cada ojo.

### Tipos de cabezas
- Plana: Es pequeña, suave y lisa. No tiene crecimiento alguno en la cabeza. Las hay angostas y anchas.
- Oranda: Cuenta con un crecimiento en la parte superior de la cabeza al cual se le conoce como capuchón o corona. El Oranda cabeza de ganso (Goosehead) es la variedad de Oranda con un crecimiento en la cabeza mucho más desarrollado que el visto comúnmente.
- Oranda Cabeza de león: En inglés se le conoce como Cabeza de tigre (Tiger head). Es similar a la cabeza del Oranda con la diferencia de que el crecimiento es más abundante y cubre el opérculo del pez. Debe de contar con aleta dorsal.
- Cabeza de león: Similar a la anterior, el crecimiento en la cabeza es abundante y cubre el opérculo del pez. Los peces no cuentan con aleta dorsal.
- Pompón: Presenta en la parte superior de la cabeza dos pompones. El pompón es un crecimiento nasal, el cual está compuesto de "piel" que crece en dobleces. El tamaño de los pompones varía de un pez a otro.

### Tipos de escamas
- Normal .- Las escamas son planas y normales en su apariencia. La mayoría de las variedades de carpa dorada tienen este tipo de escama.
- Escama de perla .- Son semi-esféricas y se proyectan hacia afuera. Son más duras que las escamas normales y si llegan a caerse, crecerán de nuevo pero con una apariencia plana.
- Transparente .- Las escamas no cuentan con células de pigmentación ni con cristales reflejantes. En algunos casos es posible percibir los órganos del pez.
- Metálica .- Tienen una apariencia muy brillosa. Los peces con este tipo de escamas son raros y muy apreciados, sobre todo en la coloración calica.

### Tipos de aleta caudal (cola)
- Larga .- Es doble, con una caída natural y abarca 2/3 partes del largo total del pez. Esta aleta caudal es propia de la variedad Cola de Velo.
- Sencilla .- Pertenece a las variedades de carpa dorada no ornamentales y es propia de la carpa dorada Común y el Shubunkin.
- Bifurcada .- Es doble y tiene forma de "V" muy marcada. Es típica del Cometa.
- Mariposa .- Es doble, mediana y con dos grandes lóbulos en cada lado. Vista desde atrás tiene la forma de una mariposa. Es la cola más común en los Telescopios.
- Abanico .- Es doble, corta y con forma de abanico. En inglés se le conoce como fantail.
- Phoenix .- Es doble, larga y grande. Es propia de una variedad de carpa dorada con forma de huevo de nombre Phoenix.
- Pavo Real .- Es doble y se le conoce como cola de pavo real porque está levantada y extendida, como la cola de un pavo real. Únicamente la variedad de carpa dorada Jikin tiene este tipo de cola.
- Olan .- Es doble pero unida, con tres lóbulos, dos de ellos se doblan hacia atrás. Únicamente la variedad de carpa dorada Tosakin tiene este tipo de cola.

Cometa
- Surgió en Estados Unidos 	alrededor de 1880.

	* Se diferencian de los comunes por 	su cuerpo más largo y elegante, además sus aletas están más 	desarrolladas.
	* Pez muy alargado
	* Sus aletas tienen una forma 	ligeramente puntiaguda. 	
	* Color rojo o rojo y blanco
Telescopio
- Origen en los Estados Unidos
- Cuerpo alargado y cuenta con una sola aleta caudal
- Color blanco, plata, amarillo y tonos rojizos.
- Excelentes nadadores[2]

Oranda
- Surgió en China y Japón alrededor de 1590
- En China se le conoce como 'La Flor del Agua'
- Cuerpo largo y profundo, con un vientre ancho.
- Posee una gran aleta dorsal, y una cola cuádruple
- Capuchón o corona, de aspecto rugoso[3]

## Reproducción
Durante la época de reproducción, que ocurre durante la parte final de la primavera e inicio del verano, se distinguen con mayor facilidad las diferencias entre géneros.

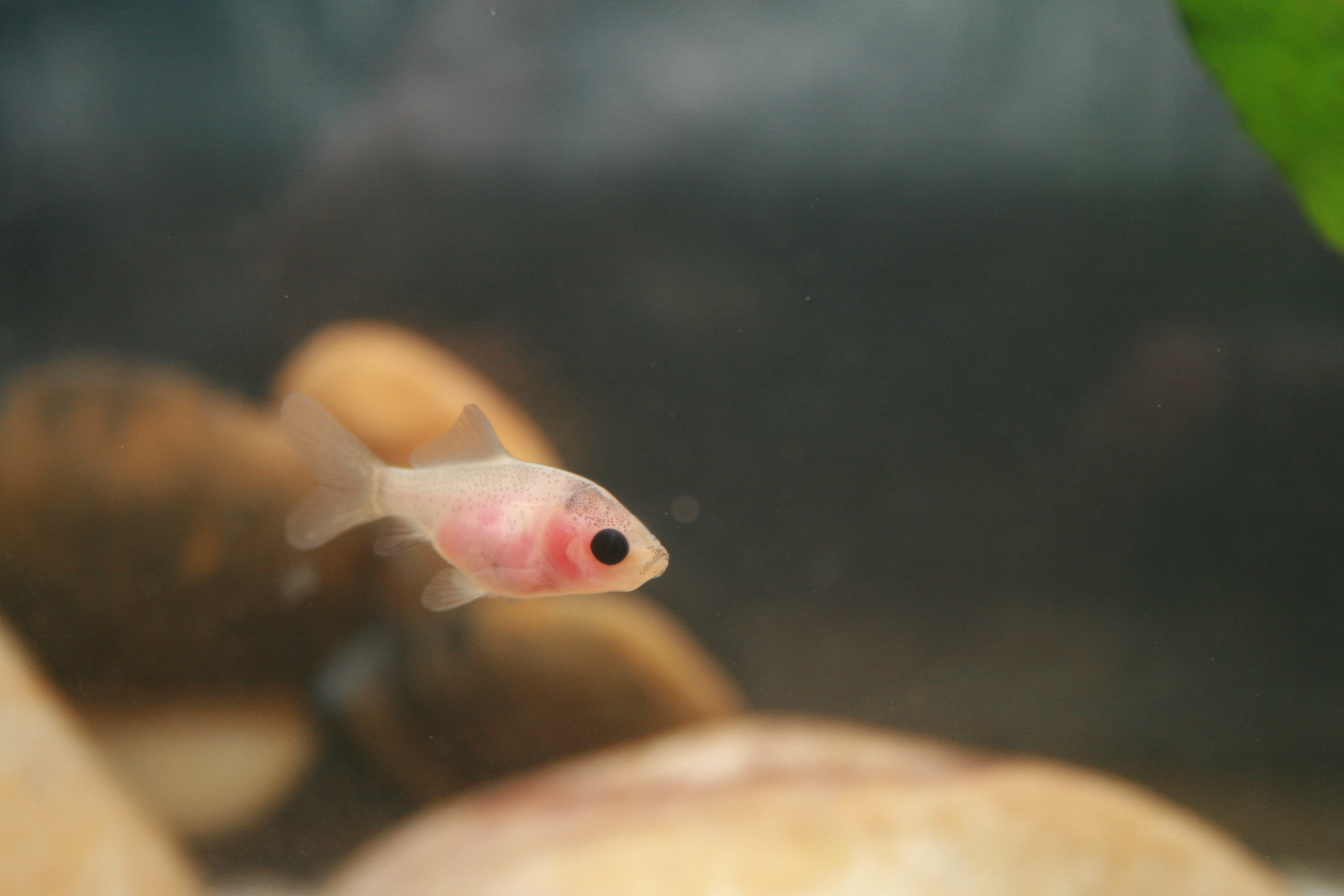
Una cría carpa dorada en crecimiento

Los machos muestran puntos blancos en las branquias, conocidos como eflorescencias nupciales o tubérculos sexuales y se dedican a perseguir con insistencia a las hembras para que estas desoven.
Las hembras, por su parte, desarrollarán cuerpos más redondeados y se hará más visible entre las aletas ventrales y anales el ducto por el cual desovan.
Cuando los peces se encuentren listos para la reproducción,  empiezan a nadar en grupos de 2 o 3. Es entonces cuando los machos empiezan a perseguir y acosar a las hembras, separándolas del resto del grupo y conduciéndolas insistentemente hacia las plantas.
Es a base de este cortejo que la hembra expulsa los huevos. En seguida el macho suelta el esperma, fertilizando un número de estos. Los huevos descienden y se adhieren a las plantas y demás superficies adyacentes, donde permanecerán inmóviles hasta que maduren y nazcan los alevines. Es en la madrugada cuando se da por lo general la reproducción, repitiéndose a lo largo del día durante varios días más. Una hembra puede soltar fácilmente entre 5,000 y 10,000 huevecillos en una sola puesta, sin embargo un gran número de los huevos no serán fecundados, o bien serán devorados por los padres de no ser separados a tiempo.
Los huevos fertilizados tienen una apariencia que puede ser de un tono claro a un amarillo opaco. Los huevos no fertilizados por lo general adquieren una coloración de un blanco opaco a las 24 horas de haber sido expulsados por la hembra; en algún momento se cubren de hongos, por lo que deberán ser extraídos del acuario.
A los 2-3 días de ser fertilizados, se pueden apreciar los ojos y el corazón latente dentro del huevecillo. Para el quinto día se empieza a mover, y se aprecia con mayor claridad la pigmentación del embrión. Entre el quinto y el séptimo día el huevo se abre y el embrión sale. Puede movilizarse mas no nadar con facilidad, por lo que pasará la mayor parte del tiempo en reposo. Pasarán dos días más antes de que empiece a nadar en busca de alimento.
Un mes después de nacido el alevín, empieza a adquirir la apariencia del goldfish. El cuerpo se cubre de escamas, y las aletas empiezan a desarrollarse. Los cambios de coloración dan inicio, y continuaran durante los primeros 3 años de vida del pez.